# 86 км (зупинний пункт, Придніпровська залізниця, Нікопольський район)
Платфо́рма 86 км — пасажирський зупинний пункт Криворізької дирекції Придніпровської залізниці на електрифікованій лінії Апостолове — Запоріжжя II між станціями Чортомлик (9,2 км) та Нікопольбуд (2,2 км). Розташований поблизу села Олексіївка Нікопольського району Дніпропетровської області.

## Пасажирське сполучення
На Платформі 86 км зупиняються приміські електропоїзди сполученням Нікополь — Кривий Ріг / Тимкове.